# Одесса в огне
«Одесса в огне» (рум. Odessa în flăcări, итал. Odessa in fiamme) — совместный итало-румынский пропагандистский художественный фильм 1942 года, снятый режиссёром Кармине Галлоне. Посвящён событиям осады Одессы в 1941 г., в ходе которых румынские войска при поддержке 11-й армии вермахта сражались с Красной Армией.
Фильм снят на итальянском языке с румынскими субтитрами. Он рассказывает о драме беженцев из Бессарабии, присоединённой Советским Союзом в 1940 г., и восхваляет румынские войска, пришедшие на советскую территорию в 1941 г., чтобы присоединить к Румынии населённые молдаванами территории.
В фильме использованы документальные съёмки военных лет, в том числе с беженцами.
Фильм получил премию Биеннале на Венецианском кинофестивале в 1942 г.
В 1944 г., когда советские войска вошли в Румынию, фильм, наряду со многими другими, был запрещён, а актёры подверглись преследованиям. В течение более 50 лет фильм считался утраченным, однако в декабре 2006 г. был обнаружен в архиве Cinecittà в Риме.

## Сюжет
Мария Чеботарь играет роль оперной певицы Марии Теодореску, родом из Бессарабии. Устав от измен своего мужа, капитана румынской армии, она оставляет его и вместе с 8-летним сыном едет в Кишинёв, который в том же 1940 году занимают советские войска, тогда как муж остаётся в Румынии. Мальчик был вывезен советскими властями под Одессу в детский лагерь, где его воспитывают в советском духе, лишая общения с матерью. 
Мать, чтобы получить возможность видеться с сыном, вынуждена поддаться шантажу советских властей и выступать в советских театрах и кафе. Во время выступлений она раздаёт свои фото с автографами. Одна из этих фотографий случайно попадает в руки её мужа. В конце фильма, после череды трагических событий, семья воссоединяется. В последних кадрах румынские войска торжественно входят в Одессу.

## В ролях
- Мария Чеботарь — Мария Теодореску
- Мирча Аксенте — Пьетро
- Джордже Тимикэ — Джованни Алексис
- Сильвия Думитреску-Тимикэ — Анна
- Карло Нинчи — капитан Серджио Теодореску
- Филиппо Скельцо — Мишель Смирнов
- Ольга Сольбелли — Люба
- Руби Д'Альма — Флорика
- Чекко Риццоне — Грусченко